# Daniel Wallenström
Daniel Wallenström (tidigare Danielsson), född 12 februari 1815 i Vallentuna socken, död 30 december 1885 i Uppsala, var en svensk orgelbyggare och organist. Han lärde sig troligen att bygga orglar av orgelbyggaren Pehr Gullbergson när denne byggde en orgel till Ununge kyrka 1843.

## Biografi
Wallenström föddes 1815 i Vallentuna socken och var son till torparen Daniel Danielsson och Anna Margareta Persdotter. De var bosatta på Kullen i Vallentuna. Den 14 mars 1827 flyttade familjen till Frösunda socken. 1830 började Wallenström att arbeta som dräng på olika gårdar i socknen, bland annat på Thorsholma gård. I Frösunda blev han 1836 dräng och orgelelev hos organisten Sven Sjögren. Wallenström flyttade 1841 till Helga Trefaldighets församling, Uppsala för att bli organistelev. Han var där bosatt på Hällby.
Han tog organistexamen i Uppsala den 14 juni 1843. Samma år blev han organist och klockare i Ununge församling och flyttade 20 juni 1843 till Skebo i Ununge socken. Den 30 juni 1848 flyttade familjen till Helga Trefaldighets församling i Uppsala. Där kom Wallenström att arbeta som organist, klockare och skollärare i Trefaldighetskyrkan och började samtidigt att arbeta som orgelbyggare. Han flyttade 29 oktober 1882 till Torget 2a i Uppsala domkyrkoförsamling. Där gifte han om sig med Hildigard Karol Carlsson. Wallenström avled den 30 december 1885 i Uppsala domkyrkoförsamling.

### Familj
Wallenström gifte sig 12 november 1843 med Lovisa Leontina Berg, född 18 augusti 1817 i Uppsala. Hon avled den 21 november 1876 i Uppsala. De fick tillsammans barnen:
- Erika Carolina, född 28 oktober 1844 i Ununge.[25]
- Aurora Leontina Maria, född 5 september 1846 i Ununge.[26]
- Axel Waldemar, född 13 januari 1848 i Ununge.[27]
- Erik August, född 16 maj 1849 i Uppsala.
- Anna Ingeborg, född 12 december 1850 i Uppsala.
- Daniel Bernhard Hjalmar (1852–1852).
- Ernst Theodor Selim (1854–1861).
- Frans Otto (1858–1858).

Han gifte sig andra gången 11 december 1882 med Hildigard Karol Carlsson, född 18 januari 1859 i Kumla. De fick tillsammans barnen:
- Ernst Daniel, född 28 december 1884 i Uppsala.

## Lärlingar och elever
- 1857–1858 - Carl Gustaf Frölander, född 1 april 1831 i Lunda. Han var skollärarelev hos Wallenström.
- 1859–1860 - Johan Salomon Olsson, född 8 juni 1840 i Börje. Han var snickarlärling hos Wallenström.

## Lista över orglar
Han fick domkapitlets tillstånd att bygga orglar inom Uppsala stift.
| År              | Ursprunglig kyrka                           | Stift      | Bild | Manualer | Pedal        | Stämmor | Bevarad orgel/fasad | Övrigt |
| --------------- | ------------------------------------------- | ---------- | ---- | -------- | ------------ | ------- | ------------------- | --- |
| 1852            | Vada kyrka                                  | Uppsala    |      | 1        | Bihängd      | 4       | Ja/Ja               | 1955 utökades orgeln med 2 stämmor av Einar Berg, Stockholm. 1987 renoverades orgeln av J Künkels Orgelverkstad AB, Färjestaden.          |
| 1856            | Börje kyrka                                 | Uppsala    |      | 1        | Bihängd      | 8       | Ja/Ja               | |
| 1856            | Uppsala Hospitalskyrka (Ulleråkers sjukhus) | Uppsala    |      |          |              |         |                     | |
| 1857 eller 1858 | Bro kyrka                                   | Uppsala    |      |          |              | 9       | Nej/Ja (delvis)     | En ny orgel byggdes 1914 av Åkerman & Lunds Orgelfabrik AB, Sundbyberg.                                                                   |
| 1858 eller 1859 | Vallentuna kyrka                            | Uppsala    |      | 2        | Självständig | 14      | Nej/Ja              | En ny orgel byggdes 1928 av Erik Henrik Erikson, Sundbyberg.                                                                              |
| 1862            | Morkarla kyrka                              | Uppsala    |      |          |              | 4       | Nej/Nej             | En ny orgel byggdes 1897–1898 av Åkerman & Lunds Orgelfabrik AB, Sundbyberg.                                                              |
| 1862            | Varv och Styra kyrka                        | Linköpings |      |          |              | 15      | Ja/Ja               | Orgeln omändrades 1958 av Frede Aagaard. En ny orgel byggdes 1982 av Lindh Orgel AB, Umeå. Wallenströms orgel finns magasinerad i kyrkan. |
| 1863            | Dannemora kyrka                             | Uppsala    |      | 1        | Bihängd      | 6       |                     | Ny orgel byggdes 1941 av John Vesterlund, Lövstabruk.                                                                                     |
| 1863 eller 1867 | Sätra brunns kyrka                          | Västerås   |      | 2        | Självständig | 13      | Ja/Ja               | Orgeln renoverades 1953 av Bröderna Moberg, Sandviken. Den renoverades 1969 av Mads Kjersgaard, Uppsala.                                  |
| 1866            | Ingarö kyrka                                | Strängnäs  |      | 1        |              | 6       | Nej/Ja (eventuellt) | En ny orgel byggdes 1923 av Åkerman & Lund, Sundbyberg.                                                                                   |
| 1871–1872       | Sparrsätra kyrka                            | Uppsala    |      |          |              | 9       | Nej/Nej             | En ny orgel byggdes 1915 av E A Setterquist & Son, Örebro.                                                                                |

### Ombyggda  och renoverade orglar
| År   | Ursprunglig kyrka         | Stift   | Bild | Manualer | Pedal | Stämmor | Bevarad orgel/fasad | Övrigt |
| ---- | ------------------------- | ------- | ---- | -------- | ----- | ------- | ------------------- | --- |
| 1855 | Jumkils kyrka             | Uppsala |      |          |       |         |                     | |
| 1855 | Järlåsa kyrka             | Uppsala |      |          |       |         |                     | |
| 1859 | Husby-Långhundra kyrka    | Uppsala |      |          |       |         |                     | |
| 1860 | Västeråkers kyrka         | Uppsala |      |          |       | 8       |                     | En orgel med 8 stämmor byggdes 1833–1834 av Carl Eric Granlund, Enköping. Renoverades 1860 av Wallenström. 1915 byggdes en ny orgel av Erik Henrik Erikson, Gävle.                                                                              |
| 1861 | Danmarks kyrka            | Uppsala |      |          |       | 12      |                     | En orgel med 10 stämmor byggdes 1767 av Nils Söderström och Mattias Swahlberg den yngre. Orgeln renoverades och tillbyggdes 1867 av Wallenström och fick då 12 stämmor. 1921 byggdes en ny orgel av Furtwängler & Hammer, Hannover, Tyskland.   |
| 1867 | Helga Trefaldighets kyrka | Uppsala |      |          |       | 21      |                     | En orgel med 18 stämmor byggdes 1839 av Pehr Gullbergson och Jonas Wengström, Lillkyrka. Orgeln renoverades och tillbyggdes 1867 av Wallenström och fick då 21 stämmor. 1905 byggdes en ny orgel av Åkerman & Lunds Orgelfabrik AB, Sundbyberg. |
| 1869 | Valö kyrka                | Uppsala |      |          |       |         |                     | |
| 1875 | Skoklosters kyrka         | Uppsala |      |          |       |         |                     | En orgel med 18 stämmor byggdes 1804 av Pehr Lund, Enköping. Renoverades 1875 av Wallenström. |
| 1876 | Tillinge kyrka            | Uppsala |      |          |       |         |                     | |